# Ulica Towarowa w Warszawie

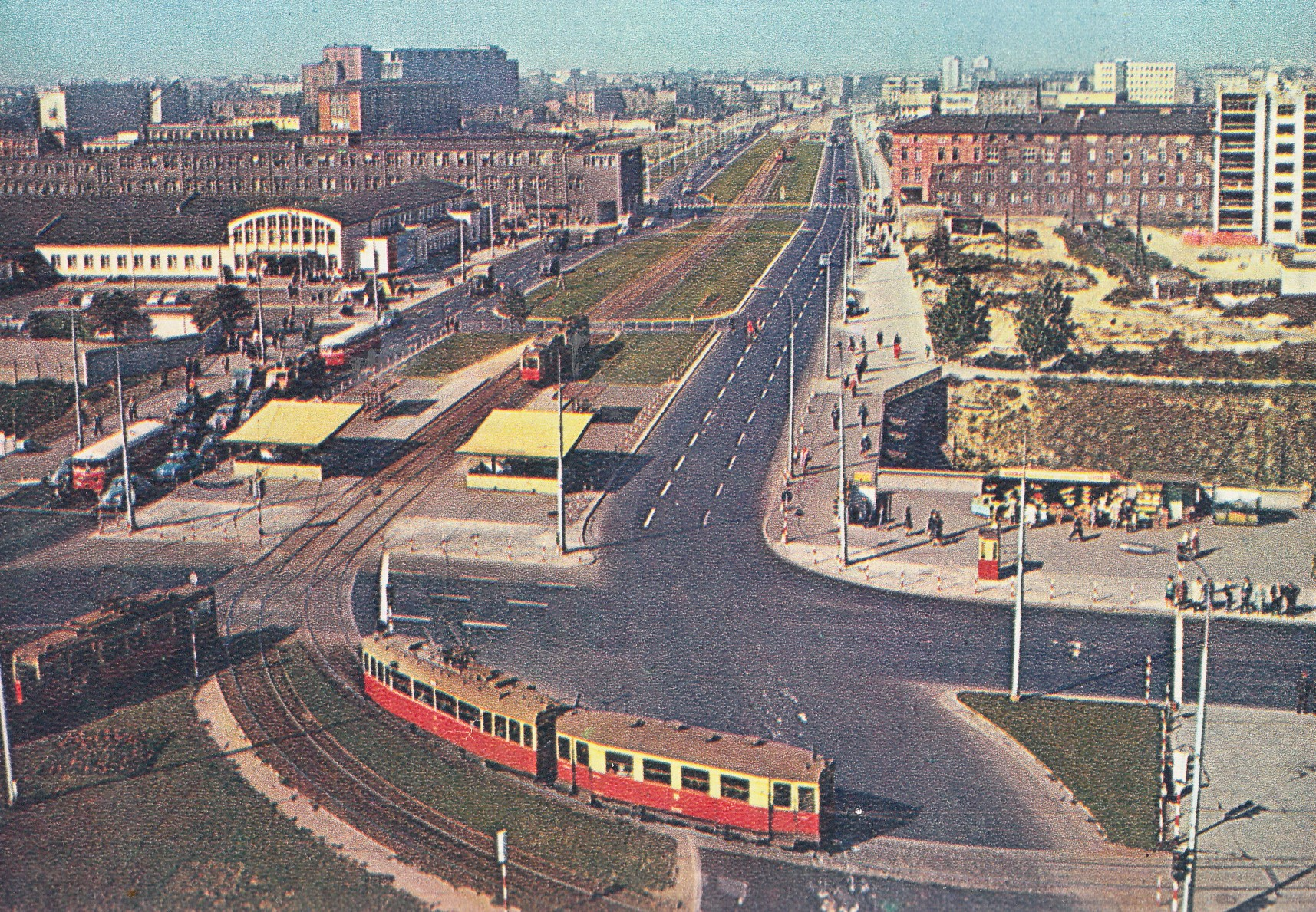
Ulica Towarowa przy placu Zawiszy w latach 60. XX wieku

Ulica Towarowa – ulica w warszawskiej dzielnicy Wola.

## Przebieg
Ulica Towarowa jest szeroką, trójpasmową arterią z wytyczonymi trasami pojazdów komunikacji miejskiej. Biegnie od placu Zawiszy przy dworcu kolejowym Warszawa Ochota do skrzyżowania z Wolską i Chłodną. Trasa ta łączy dzielnicę Wolę z Ochotą i stanowi fragment drogi wojewódzkiej nr 634.

## Historia
Ulica jest dawną drogą biegnącą wzdłuż usypanych w 1770 okopów Lubomirskiego. Została uregulowana w 1825, w 1875 poprowadzona jako ulica w miejscu zniwelowanego okopu. Jej nazwa, nadana w 1890, pochodzi od znajdującej się tam stacji towarowej Kolei Warszawsko-Wiedeńskiej. Do lat 50. XX wieku wzdłuż ul. Towarowej, między dworcem towarowym (późniejszym Dworcem Głównym) a ul. Grzybowską, znajdował kompleks bocznic kolejowych i magazynów nazywany zwyczajowo „Syberią”.
W końcu XIX wieku przy Towarowej w rejonie ul. Srebrnej powstała fabryka metalurgiczna Bormann i Szwede, a przy ul. Krochmalnej i ul. Grzybowskiej – skupisko domów publicznych. Przeniesione tam z rejonu ul. Freta wskutek interwencji arcybiskupa Wincentego Popiela „przedsiębiorstwa” zajmowały często całe kamienice.
W 1930 w ciągu ulicy nad wykopem linii średnicowej zbudowano wiadukt, który poszerzono w latach 1962–1963.
Zabudowa ulicy została w dużej części zniszczona i wypalona w latach 1939 i 1944.
W 1945 jedną z hal stacji towarowej przebudowano na dworzec pasażerski – Dworzec Główny.
W 1950 w kwadracie ulic: Towarowej, Pańskiej, Srebrnej i Miedzianej uruchomiono największą drukarnię wybudowaną w okresie PRL – Domu Słowa Polskiego. W latach 60. przy rondzie Ignacego Daszyńskiego wzniesiono kompleks biurowo-magazynowy Państwowego Przedsiębiorstwa Kolportażu „Ruch” (obecnie już nieistniejący). W dawnym biurowcu „Ruchu” (nr 28) do 2013 mieścił się Instytut Pamięci Narodowej.
W latach 1963–1967 przy ulicy powstało osiedle Okopowa-Towarowa, zaprojektowane przez Jana Klewina i Zbigniewa Pawlaka, a w latach 1964–1966 osiedle Srebrna (Jan Bogusławski i Bohdan Gniewiewski).
Od grudnia 1985 do lipca 2000 była częścią drogi krajowej nr 2 i trasy europejskiej E30 na odcinku od ronda Daszyńskiego do placu Zawiszy.

## Ważniejsze obiekty
- Biurowiec Kolmex
- Biurowiec Skyliner
- Biurowiec Warsaw Spire
- Biurowiec Warsaw Trade Tower
- Biurowiec Warsaw Unit
- Kompleks biurowy Generation Park
- Kompleks biurowy The Warsaw Hub
- Muzeum Nurkowania
- Muzeum Powstania Warszawskiego
- Przystanek kolejowy Warszawa Ochota
- Stacja metra Rondo Daszyńskiego
- Stacja Muzeum
- Stacja kolejowa Warszawa Główna

## Upamiętnienia
- Kamień pamiątkowy ustawiony w miejscu niezachowanej kamienicy nr 54, w której w latach 1905–1914 oraz 1918–1931 mieszkał Konstanty Ildefons Gałczyński.
- Trzy tablice pamiątkowe Tchorka[14].

## Obiekty nieistniejące
- Dom Słowa Polskiego
- Muzeum Kolejnictwa w Warszawie
- Rogatki Wolskie
- Rogatki Jerozolimskie

## W kulturze
W 1929 Konstanty Ildefons Gałczyński opublikował wiersz Ulica Towarowa.